# Helicopsyche caligata
Helicopsyche caligata är en nattsländeart som beskrevs av Oliver S. Flint Jr. 1967. Helicopsyche caligata ingår i släktet Helicopsyche och familjen Helicopsychidae. Inga underarter finns listade i Catalogue of Life.